# Centro Cívico de San Diego
El Centro Cívico de San Diego (en inglés: San Diego Civic Center) es un distrito histórico ubicado en San Diego, California. El Centro Cívico de San Diego se encuentra inscrito como un Distrito Histórico en el Registro Nacional de Lugares Históricos desde el 16 de mayo de 1988.

## Ubicación
El Centro Cívico de San Diego se encuentra dentro del condado de San Diego en las coordenadas 32°43′52″N 117°10′15″O / 32.731111, -117.170833.